# Wiktoria Gąsiewska
Wiktoria Aneta Gąsiewska (ur. 11 marca 1999 w Warszawie) – polska aktorka, prezenterka telewizyjna i spikerka.

## Życiorys

### Kariera aktorska
W młodości była członkinią zespołu „Gawęda”.
Zadebiutowała na małym ekranie epizodyczną rolą w serialu Na dobre i na złe (2005). Następnie zagrała pierwszo- lub drugoplanowe role w serialach, takich jak m.in.: Rodzina zastępcza (2007–2009), Rodzinka.pl (2013, 2016–2020), O mnie się nie martw (2015), Przyjaciółki (2015–2016) Barwy szczęścia (od 2016) i Kowalscy kontra Kowalscy (od 2021). Ponadto odegrała epizodyczne role m.in. w serialach: Mrok (2006), Codzienna 2 m. 3 (2007), Komisarz Alex (2011) czy Prawo Agaty (2013).
Na dużym ekranie zadebiutowała w 2006, odgrywając postać Eugenii w filmie baśniowym Jana Jakuba Kolskiego, Jasminum. Następnie zagrała m.in. Weronikę w filmie wojennym Andrzeja Wajdy Katyń (2007), Anielkę w filmie obyczajowym Afonia i pszczoły (2009).  czy kobietę w filmie komediowym Jakuba Czekaja Baby bump (2015).
Jako aktorka dubbingowa użyczała swojego głosu w kilkudziesięciu produkcjach filmowych i serialowych.

### Pozostała działalność
Wystąpiła w akcji promocyjnej Fundacji Akogo? Ewy Błaszczyk (2008) i reklamie lodów Koral (2009).
Była jurorką w programie rozrywkowym dla dzieci TVP2 Mini szansa (2007), prowadzącą programu Disney PL I love Violetta (2014–2015), uczestniczką tanecznych programów Dancing with the Stars. Taniec z gwiazdami (2018) i Dance Dance Dance (2019) oraz bohaterką The Story of My Life. Historia naszego życia (2018). Od 27 listopada do 31 grudnia 2020 roku prowadziła z Krzysztofem Ibiszem teleturniej pt. Łowcy nagród, emitowanym w Super Polsat, a od marca 2021 roku została spikerką Polsatu, gdzie zapowiada nadchodzącą pozycję z telewizji Polsat.
W 2019 została beauty influencerką koncernu kosmetycznego L’Oréal.
W 2021 wzięła udział w kampanii promującej nową aplikację pogodową serwisu Interia – Pogoda Interia.

### Życie prywatne
Ma trójkę rodzeństwa, starszego brata Mateusza, młodszą siostrę Nicolę oraz młodszego brata Oskara.
W latach 2017–2021 była w nieformalnym związku z aktorem Adamem Zdrójkowskim.

## Filmografia

### Filmy fabularne
| Rok  | Tytuł                            | Rola                | Reżyseria           |
| ---- | -------------------------------- | ------------------- | ------------------- |
| 2006 | Jasminum                         | Eugenia             | Jan Jakub Kolski    |
| 2007 | Katyń                            | Weronika            | Andrzej Wajda       |
| 2007 | Koniec lata                      | Zosia               | Karolina Bielawska  |
| 2008 | Lejdis                           | Łucja w wieku 9 lat | Tomasz Konecki      |
| 2009 | Afonia i pszczoły                | mała Anielka        | Jan Jakub Kolski    |
| 2011 | 1920 Bitwa warszawska            | gwary (głos)        | Jerzy Hoffman       |
| 2015 | Baby Bump                        | Prawdziwa Kobieta   | Jakub Czekaj        |
| 2018 | Dywizjon 303. Historia prawdziwa | dziewczyna          | Denis Delić         |
| 2020 | Futro z misia                    | córka Janusza       | Michał Milowicz     |
| 2020 | W lesie dziś nie zaśnie nikt     | Aniela Turek        | Bartosz M. Kowalski |
| 2022 | Krime story. Love story          | Kamila Wójcik       | Michał Węgrzyn      |
| 2022 | Święta inaczej                   | Emma                | Patrick Yoka        |

### Seriale
| Rok             | Tytuł                         | Rola                     | Uwagi                                |
| --------------- | ----------------------------- | ------------------------ | ------------------------------------ |
| 2005            | Na dobre i na złe             | Marcelka Domańska        | debiut; odc. 223                     |
| 2006            | Mrok                          | córeczka Orskiej         | odc. 7                               |
| 2007–2009       | Rodzina zastępcza             | Dorotka                  | obsada pierwszoplanowa; odc. 260–312 |
| 2007            | Codzienna 2 m. 3              | Klara, dziewczyna Franka | odc. 60                              |
| 2008            | Hotel pod żyrafą i nosorożcem | Zuza Miłobędzka          | dubbing, odc. 1–6                    |
| 2011            | Komisarz Alex                 | Magda                    | odc. 8                               |
| 2013, 2016–2020 | Rodzinka.pl                   | Agata, dziewczyna Kuby   | odc. 86–108, 187–287                 |
| 2013            | Prawo Agaty                   | Ania Czerwińska          | odc. 40                              |
| 2015            | O mnie się nie martw          | Karolina                 | odc. 14–16                           |
| 2015–2016       | Przyjaciółki                  | Sonia                    | odc. 63–76                           |
| od 2016         | Barwy szczęścia               | Oliwia                   | obsada pierwszoplanowa; od odc. 1455 |
| 2018            | W rytmie serca                | Natalia                  | odc. 23                              |
| od 2019         | Pierwsza miłość               | Jagoda Rogalska          |                                      |
| 2020            | Będzie dobrze, kochanie       | Justyna                  |                                      |
| 2021–2022       | Kowalscy kontra Kowalscy      | Ela Wołodyjowska         |                                      |
| 2021            | Papiery na szczęście          | Bianka                   |                                      |
| 2023            | Ojciec Mateusz                | Wiktoria Łempicka        | odc. 388                             |
| od 2023         | Dzielnica strachu             | Amelia                   |                                      |
| 2024            | Algorytm miłości              | Iwona                    |                                      |

### Dubbing
| Rok       | Tytuł                                     | Rola                                                        | Uwagi                                                                     |
| --------- | ----------------------------------------- | ----------------------------------------------------------- | ------------------------------------------------------------------------- |
| 2007      | Zaczarowana                               | Morgan (polski dubbing)                                     | film fantasy, reżyseria dubbingu: Waldemar Modestowicz                    |
| 2008      | Opowieści na dobranoc                     | Bobbi (polski dubbing)                                      | film familijny, reżyseria dubbingu: Waldemar Modestowicz                  |
| 2009      | Załoga G                                  | Penny (polski dubbing)                                      | film komediowy, reżyseria dubbingu: Wojciech Paszkowski                   |
| 2009      | Księżniczka na lodzie                     | (polski dubbing)                                            | film animowany, reżyseria dubbingu: Artur Kaczmarski                      |
| 2009      | Czarodziejka Lili: Smok i magiczna księga | (polski dubbing)                                            | film komediowy, reżyseria dubbingu: Wojciech Paszkowski                   |
| 2009      | Księżniczka i żaba                        | mała Tiana (polski dubbing)                                 | film animowany, reżyseria dubbingu: Wojciech Paszkowski                   |
| 2010–2012 | Powodzenia, Charlie!                      | 3 role: Jo, Jade (odc. 67), Rose (odc. 74) (polski dubbing) | serial komediowy, reżyseria dubbingu: Marek Robaczewski                   |
| 2010      | Śladem Blue                               | (polski dubbing)                                            | serial animowany, reżyseria dubbingu: Elżbieta Mikuś                      |
| 2010      | Umizoomi                                  | (polski dubbing)                                            | serial animowany, reżyseria dubbingu: Dobrosława Bałazy, Ilona Kuśmierska |
| 2010      | Toy Story 3                               | Bonnie (polski dubbing)                                     | film animowany, reżyseria dubbingu: Grzegorz Pawlak                       |
| 2011      | Giganci ze stali                          | (polski dubbing)                                            | film SF, reżyseria dubbingu: Wojciech Paszkowski                          |
| 2011      | Koszmarny Karolek                         | (polski dubbing)                                            | serial animowany, reżyseria dubbingu: Andrzej Bogusz                      |
| 2011      | Cziłała z Beverly Hills 2                 | Lala (polski dubbing)                                       | film komediowy, reżyseria dubbingu: Wojciech Paszkowski                   |
| 2011      | Toy Story: Wakacje na Hawajach            | Bonnie (polski dubbing)                                     | film animowany, reżyseria dubbingu: Grzegorz Pawlak                       |
| 2012      | Frankenweenie                             | (polski dubbing)                                            | film animowany, reżyseria dubbingu: Waldemar Modestowicz                  |
| 2014      | Paddington                                | Judy Brown (polski dubbing)                                 | film animowany, reżyseria dubbingu: Elżbieta Jeżewska                     |

## Programy telewizyjne
- 2007: Mini szansa – jurorka programu
- 2014–2015: I love Violetta – prowadząca programu[9]
- 2018: Dancing with the Stars. Taniec z gwiazdami – uczestniczka 8. edycji programu (partner: Oskar Dziedzic, 9. miejsce)[16]
- 2018: The Story of My Life. Historia naszego życia – uczestniczka programu, w parze z Adamem Zdrójkowskim (seria 2, odc. 3)[12]
- 2019: Dance Dance Dance – zwycięstwo w pierwszej edycji (wraz z Adamem Zdrójkowskim)
- 2019: The Voice of Poland – współprowadząca
- 2019: Szansa na sukces – uczestniczka programu, (razem z Mateuszem Gąsiewskim)
- od 2020: Łowcy nagród – współprowadząca[17]
- od 2021: zapowiedzi spikerskie Polsatu

### Reklamy telewizyjne
- 2006: kampania reklamowa fundacji "Akogo?"
- 2007: sieć telefonii komórkowych Plus GSM pt. "Jutro zaczyna się dziś"
- 2008: kredyt finansowy Expander Advisors, słodycze Rafaello
- 2009: lody Koral, sieć supermarketów Real pt. "Cool kulki"
- 2010: słodycze Wedel
- 2013: rewersy Lajkonik
- 2014: kampania reklamowa fundacji "LOTTO Milion Marzeń" pt. "Kumulacja Aktywności"
- 2019: napój Pepsi
- od 2024: lakier Schwarzkopf Taft x Gliss